# Епархия Касадора
Епархия Касадора (лат. Dioecesis Captatoropolitana) — епархия Римско-католической церкви с центром в городе Касадор, Бразилия. Епархия Касадора входит в митрополию Шапеко. Кафедральным собором епархии Касадора является церковь Пресвятой Девы Марии.

## История
23 ноября 1968 года Святой Престол учредил епархию Касадора, выделив её из епархии Лажиса. 12 июня 1975 года епархия Касадора передала часть своей территории в пользу возведения новой епархии Жоасабы.
Первоначально суффраганная епархия архиепархии Флорианополиса, 5 ноября 2024 года он стал частью церковной провинции Шапеко.

## Ординарии епархии
- епископ Orlando Octacílio Dotti (12.03.1969 — 1.04.1976), назначен епископом Барры
- епископ João Oneres Marchiori (25.01.1977 — 18.04.1983)
- епископ Luiz Colussi (5.12.1983 — 4.12.1996)
- епископ Luíz Carlos Eccel (18.11.1998 — 24.11.2010)
- епископ Severino Clasen (с 6.07.2011)

## Источник
- Annuario Pontificio, Ватикан, 2007